# Paul Reynaud

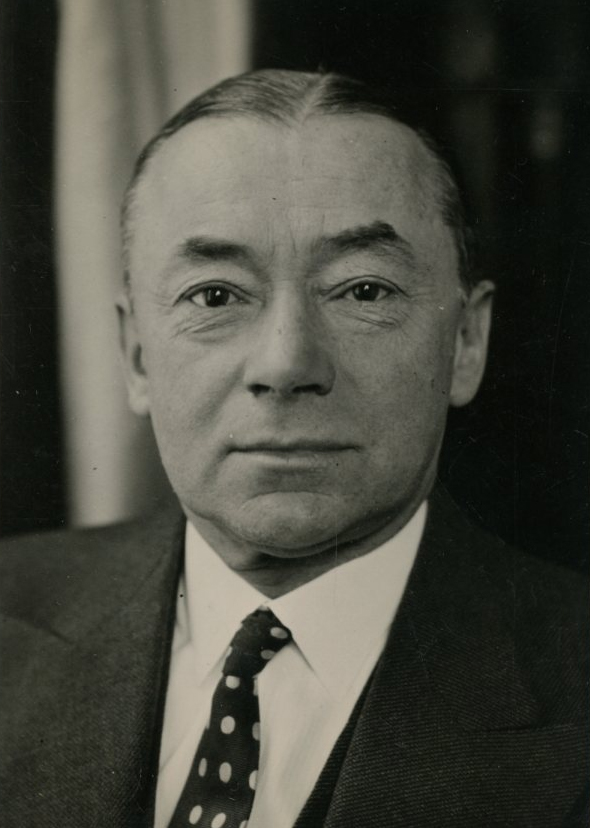
Paul Reynaud 1940

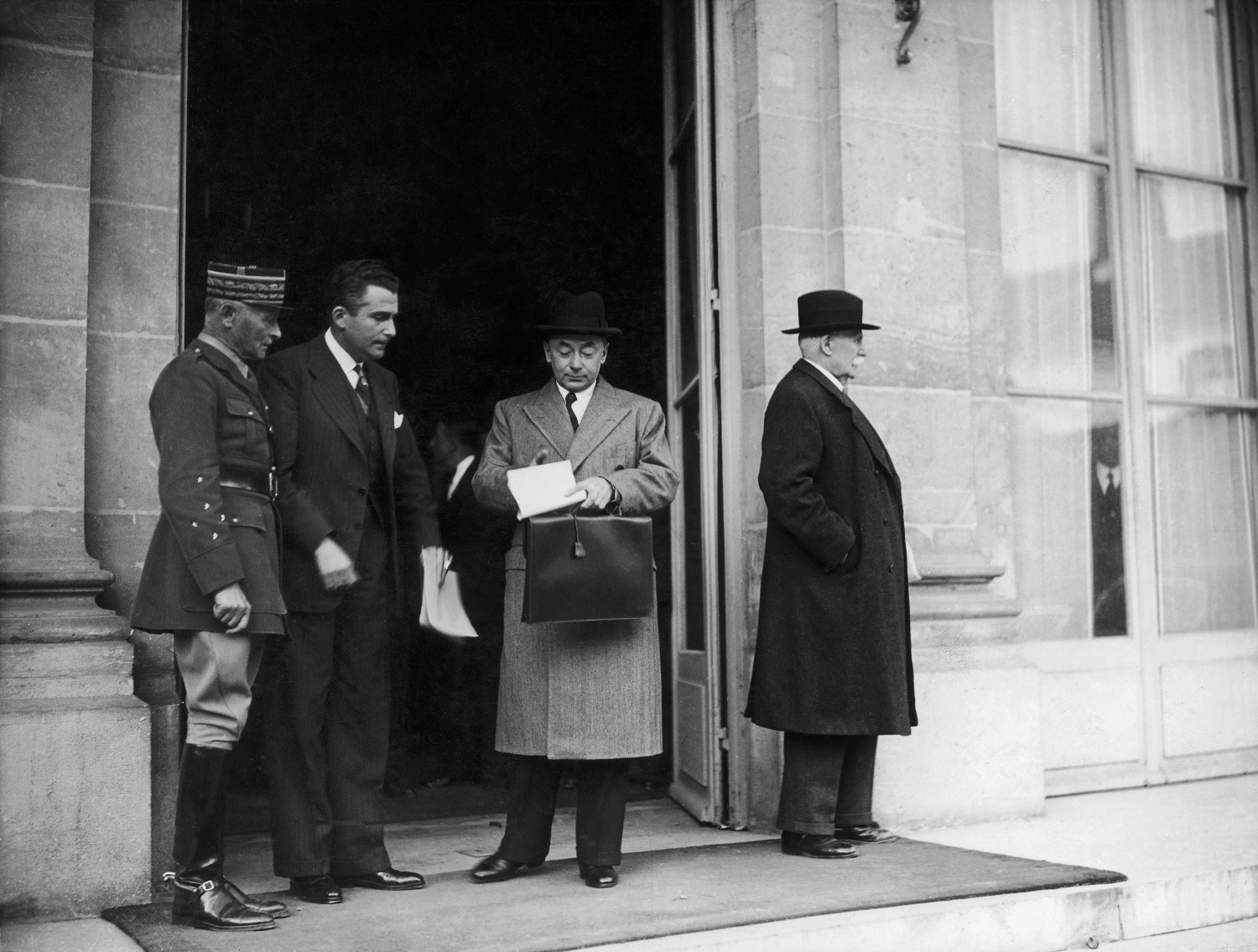
Von links: General Maxime Weygand, Paul Baudouin, Paul Reynaud und Philippe Pétain (Mai 1940)

Paul Reynaud (* 15. Oktober 1878 in Barcelonnette; † 21. September 1966 in Neuilly-sur-Seine) war ein französischer Politiker (AD) der Dritten Republik in der Zwischenkriegszeit sowie der Vierten Republik.

## Leben

### Anfänge
Paul Reynaud wurde als zweites von vier Kindern geboren. Sein Vater Alexandre war 1857 als Siebzehnjähriger nach Mexiko ausgewandert und war dort wohlhabend geworden. Alexandre Reynaud heiratete nach seiner Rückkehr Amélie Gassier, die Tochter eines Bankiers und Lokalpolitikers. Als Paul Reynaud fünf Jahre alt war, zog die Familie dauerhaft nach Paris. Reynaud studierte Rechtswissenschaften (Promotion 1904). 1907 machte er eine Weltreise. Zum 14. August 1908 wurde er in den Rechtsanwaltsstand aufgenommen. 
Im Februar 1912 heiratete er in erster Ehe Jeanne Robert, die Tochter des französischen Anwalts Henri Robert. Reynaud hatte aus der ersten  Ehe mit Jeanne Robert eine Tochter und mit seiner zweiten Ehefrau Christiane Mabire drei weitere Kinder.
Im November 1919 wurde er erstmals für sein Heimat-Departement Basses-Alpes in die Nationalversammlung gewählt. Dort schloss sich der grundsätzlich konservative Reynaud keiner Gruppe fest an; er vertrat eigene Positionen zu zahlreichen Fragen. Bei der Parlamentswahl im Mai 1924 wurde er nicht wiedergewählt. Von außerhalb des Parlaments ging er in den folgenden Jahren mit mehreren Kampagnen scharf gegen sozialistische und kommunistische Kräfte vor. Bei der Parlamentswahl im April 1928 zog er als Abgeordneter für Paris erneut in die Nationalversammlung ein.

### Dritte Republik
In den häufig wechselnden konservativen Kabinetten zur Zeit der Weltwirtschaftskrise von 1930 bis 1932 war er Finanz-, Kolonial- und Justizminister. Seine wichtigsten politischen Ziele dieser Zeit waren eine Abwertung des Francs und – gemeinsam mit Charles de Gaulle – der Ausbau der Panzerstreitkräfte. Gegenüber dem nationalsozialistischen Deutschland schlug Reynaud einen klaren Konfrontationskurs ein, die britische Appeasement-Politik lehnte er ab.

### Krieg und Inhaftierung
Nach Ausbruch des Zweiten Weltkriegs war Reynaud vom 21. März bis zu seinem Rücktritt am 16. Juni 1940 der vorletzte Ministerpräsident der Dritten Republik. Als sich im Mai 1940 überraschend eine militärische Niederlage Frankreichs abzeichnete, ernannte er Georges Mandel zum Innenminister und berief den populären Veteranen Philippe Pétain zum stellvertretenden Ministerpräsidenten. Trotz der sich abzeichnenden militärischen Niederlage forderte er wie de Gaulle die Fortsetzung des Kampfes und trat am 16. Juni 1940 zurück, als er dafür keine politische Mehrheit fand. Er versorgte de Gaulle mit Geld aus einem geheimen Fonds. Sein Nachfolger wurde am 16. Juni Pétain, der wenig später mit Deutschland den Waffenstillstand von Compiègne schloss, das Ende der Dritten Republik besiegelte und als Präsident des Vichy-Regimes die Macht in der „Zone libre“, dem unbesetzten Teil Frankreichs, übernahm.
Am 28. Juni hatte Reynaud einen Autounfall in Südfrankreich; dabei starb seine Lebensgefährtin, die Comtesse Hélène de Portes. Daher konnte er nicht an der Sitzung der Nationalversammlung teilnehmen, an der sie erweiterten Vollmachten für Marschall Pétain beschloss. Reynaud zog sich in ein Haus in Barcelonnette, 15 Kilometer von der französisch-italienischen Demarkationslinie entfernt, zurück.
Am 22. Juli stellte die Regierung Petain ihn dort unter Hausarrest. Der Hausarrest setzte sich ab 8. September im Schloss Chazeron im Zentralmassiv fort, wohin auch der ehemalige Ministerpräsident Édouard Daladier sowie General Maurice Gamelin kamen. Am 15. Oktober 1941 folgte die Inhaftierung Reynauds, Daladiers, Gamelins und Léon Blums im Fort du Pourtalet bei Etsaut in den Pyrenäen. Nachdem die Wehrmacht im November 1942 die Zone libre besetzt hatte, lieferte Frankreich Reynaud dem NS-Regime aus, das ihn im KZ Sachsenhausen internierte, später im KZ Buchenwald.
Am 11. Mai 1943 wurde er u. a. mit Daladier, Gamelin und dem Gewerkschafter Léon Jouhaux ins Schloss Itter bei Wörgl in Tirol gebracht. Am 5. Mai 1945 verteidigten bei der Schlacht um Schloss Itter Soldaten der Wehrmacht unter Major Josef Gangl und amerikanische Truppen die dort Inhaftierten gegen Angreifer der 17. SS-Panzergrenadier-Division „Götz von Berlichingen“. Gangl wurde beim Versuch, Reynaud aus der Schusslinie zu bringen, von der Kugel eines Scharfschützen der SS tödlich getroffen.

### Vierte Republik
Bei den Wahlen am 10. November 1946 wurde Reynaud erneut als Abgeordneter in die Nationalversammlung gewählt, der er bis 1962 angehörte. Er blieb ein prominenter Politiker der konservativen Fraktion Républicains indépendants, die dem Centre national des indépendants et paysans (CNIP) nahestand. Von Juli bis September 1948 war er Finanzminister, im Kabinett Laniel I von Juni 1953 bis Januar 1954 stellvertretender Ministerpräsident.
Während des Indochinakriegs war Reynaud ein prominenter Gegner einer Verhandlungslösung, gegen die er sich öffentlich aussprach. Nach einer Reise in die Kolonie 1953 sprach er sich öffentlich für eine Vietnamisierung des Konflikts aus. Privat äußerte er sich ab dieser Reise einer Weiterführung des Krieges kritisch gegenüber.

### Fünfte Republik
1958 stand er dem Komitee vor, das die Verfassung der Fünften Republik erarbeitete. Reynaud unterstützte zunächst eine institutionelle Stärkung der Exekutive und die Person de Gaulles, trat aber 1962 in Opposition zu diesem. Grund war die Forderung de Gaulles nach Direktwahl des Präsidenten durch das Volk.
Reynaud unterstützte bei der Präsidentschaftswahl im Dezember 1965 Jean Lecanuet. Für viele überraschend erzielte de Gaulle im ersten Wahlgang mit 44,6 Prozent der Stimmen keine absolute Mehrheit, seine Gegenkandidaten François Mitterrand und Lecanuet erhielten 31,7 Prozent bzw. 15,6 Prozent. Bei der Stichwahl unterstützte Reynaud Mitterrand.
Nach seinem Tod 1966 wurde Reynaud kein Staatsbegräbnis gewährt.

## Auszeichnungen
- Großkreuz der Ehrenlegion (1920)[5]
- Croix de guerre 1914–1918 (2 Auszeichnungen)[1]
- Royal Victorian Order[1]